# Banu Hadjir
Banu Hadjir (singular Hadjiri) són una tribu beduïna d'Aràbia oriental. Situen com el seu ancestre a Kahtan, a través d'Hadjir i Mansur, epònims de les tribus Banu Hadjir i Manasir; els dos grups són coneguts conjuntament com a Iyal Mansur i han estat sovint aliats. Segons la seva tradició van emigrar a Aràbia oriental procedents de la Regió d'Asir. Al segle xix per la seva fidelitat a la casa de Saud van rebre la regió de pastures d'al-Djawf. L'hivern del 1955- 1956 va morir el xeic Shafi ben Salim i el va succeir el seu fill Hamud ben Shafi. Una part de la tribu viu a Qatar.

## Referència
1. ↑  M. Von Oppenheim, Die Beduinen, Wiesbaden, 1952